# Pula Fund
Der Pula Fund ist der Staatsfonds von Botswana. Er wurde aufgelegt um Überschüsse aus dem Export von Diamanten langfristig zu investieren. Im Dezember 2024 verwaltete der Fonds ein Vermögen von 3,5 Milliarden US-Dollar.

## Geschichte
Der Pula Fund wurde im November 1993 gegründet, um Überschüsse aus den Diamantenexporten des Landes zu investieren.
1997 wurde der Fonds in seiner heutigen Form gemäß dem Bank of Botswana Act 1996 neu gegründet. Ziel war es, mehr Flexibilität bei der Verwaltung der internationalen Reserven und mehr Sicherheit bei der Prognose der jährlichen Dividendenzahlungen der Bank of Botswana an die Regierung zu gewährleisten.
2008 schloss sich der Fonds den Santiago Principles an, einer Reihe von Leitlinien für bewährte Verfahren für Staatsfonds.
Im Jahr 2015 verfügte der Fonds über ein Vermögen von 7 Milliarden US-Dollar.
Vor Mai 2019 war der Fonds auf Investitionen in US-Dollar, Pfund Sterling, Japanischen Yen und Euro beschränkt. Im Mai 2019 lockerte die Bank of Botswana diese Beschränkungen und erhöhte die Anzahl der zulässigen Währungen auf 17.
Im Juli 2020 kündigte die Bank von Botswana an, dass sie gesetzliche Regelungen zur Einschränkung des Zugriffs auf den Fonds anstrebe, da Regierungen auf den Fonds zurückgreifen, um Haushaltsdefizite auszugleichen, was zu einem stetigen Rückgang der Fondsreserven führe.

## Mitgliedschaften
Er ist Mitglied im International Forum of Sovereign Wealth Funds (IFSWF) und hat sich damit verbunden auch den Santiago-Prinzipien für angemessenes Handeln und ordentlicher Geschäftstätigkeit verschrieben.